# Vereinigung der Deutschen Staatsrechtslehrer
Die Vereinigung der Deutschen Staatsrechtslehrer ist ein im Oktober 1922 von Heinrich Triepel gegründeter Verein von Professoren des öffentlichen Rechts. Im Jahre 2018 zählte sie 799 Mitglieder.

## Gründung und Weimarer Zeit
Nachdem seit längerer Zeit in Fachkreisen der Wunsch nach einem Zusammenschluss der Staatsrechtslehrer bestanden hatte, tagte am 13. und 14. Oktober 1922 im Senatssaal der Friedrich-Wilhelms-Universität Berlin eine von den Berliner Staatsrechtslehrern einberufene Versammlung; von 67 eingeladenen Staatsrechtslehrern waren 42 erschienen.
Dies waren
- aus Berlin: Conrad Bornhak, Viktor Bruns, Hermann Fürstenau, Gerhard Lassar, Hugo Preuß, Rudolf Smend, Heinrich Triepel
- aus Bonn: Albert Hensel, Erich Kaufmann, Carl Schmitt
- aus Breslau: Hans Helfritz
- aus Erlangen: Karl Rieker
- aus Frankfurt am Main: Friedrich Giese
- aus Freiburg im Breisgau: Fritz Freiherr Marschall von Bieberstein
- aus Gießen: Hans Gmelin
- aus Göttingen: Hermann Mirbt
- aus Greifswald: Günther Holstein, Ernst Neuwiem
- aus Halle: Ottmar Bühler, Max Fleischmann
- aus Hamburg: Rudolf Laun, Kurt Perels
- aus Heidelberg: Gerhard Anschütz, Richard Thoma
- aus Jena: Franz Wilhelm Jerusalem, Otto Koellreutter
- aus Kiel: Hermann Heller, Walter Jellinek, Walter Schoenborn, Ernst Wolgast
- aus Köln: Fritz Stier-Somlo
- aus Königsberg: Herbert Kraus
- aus Leipzig: Willibalt Apelt, Erwin Jacobi, Richard Schmidt
- aus Marburg: Felix Genzmer
- aus München: Anton Dyroff, Hans Nawiasky
- aus Münster: Josef Lukas
- aus Rostock: Edgar Tatarin-Tarnheyden, Max Wenzel
- aus Tübingen: Ludwig von Köhler, Carl Sartorius

Heinrich Triepel wurde zum Vorsitzenden des Zusammenschlusses der Staatsrechtslehrer gewählt, Gerhard Anschütz, Richard Schmidt und Anton Dyroff zu seinen Stellvertretern, Fritz Stier-Somlo zum Schriftführer. Die Anwesenden beschlossen eine Satzung, auf deren Grundlage sie die „Vereinigung der deutschen Staatsrechtslehrer“ gründeten, der alle Anwesenden als Mitglieder beitraten.
Während der Weimarer Republik trat die Vereinigung der deutschen Staatsrechtslehrer siebenmal zusammen, sie hatte in diesen Jahren, schwankend, zwischen 80 und 90 Mitglieder.

## NS-Regime und Nachkriegszeit
Während der NS-Zeit ruhte der Verein. Schon die für April 1933 geplante Tagung wurde verschoben, fand aber nicht mehr statt. 1938 lösten Carl Sartorius und Otto Koellreutter die Vereinigung auf.
Erst 1949 wurde die Vereinigung nach Bemühungen von Willibalt Apelt, Hans Helfritz, Walter Jellinek und Erich Kaufmann neu begründet; die neu gegründete Vereinigung zählte anfangs 82 Mitglieder. Staatsrechtslehrer, die im NS-System involviert waren, wurden ausgeschlossen, später aber teilweise rehabilitiert und wieder aufgenommen (so etwa Ernst Rudolf Huber 1956; Gegenbeispiel ist Carl Schmitt). Im Jahr 2000 wurde die Rolle der deutschen Staatsrechtslehre im Nationalsozialismus auf der Leipziger Jahrestagung der Vereinigung mit Referaten von Horst Dreier und Walter Pauly aufgearbeitet.
Nach 1949 stieg die Mitgliederzahl kontinuierlich; 1955 betrug sie schon über 100, 1970 über 200, im Jahre 2010 wurde die Zahl von 700 Mitgliedern erreicht; 2012 waren es 724.
Im Oktober 2024 distanzierte sich die Vereinigung erstmalig in ihrer Geschichte von einem Mitglied. Es handelte sich um Ulrich Vosgerau „als Begleiter rechtsextremer Kräfte in Verfassungsfragen“. Dabei stand die Teilnahme am Potsdamer Treffen mit Rechtsextremisten 2023 im Vordergrund.

## Tagungen und Tagungsbände
Die Mitglieder treffen sich einmal jährlich an wechselnden juristischen Fakultäten zu einer Tagung, die als die wohl wichtigste öffentlich-rechtliche Wissenschaftstagung in Deutschland angesehen wird. Die Gelegenheit, im Kreis der Kollegen vorzutragen, gilt neben Promotion und Habilitation, neben Antritts- und Abschiedsvorlesung als ein herausragender Moment im akademischen Leben eines Staatsrechtslehrers. Im Anschluss an jede Tagung gibt die Vereinigung einen Tagungsband heraus, der unter dem Titel Veröffentlichungen der Vereinigung der Deutschen Staatsrechtslehrer (VVDStRL) erscheint.

## Wirken
Die Vereinigung galt lange als einer der konservativsten und elitärsten Zirkel in Deutschland. Professoren und Privatdozenten aus dem deutschsprachigen Raum, die nicht zur Aufnahme vorgeschlagen oder trotz Vorschlag nicht aufgenommen werden, müssen Heribert Prantl zufolge mit beruflich existentiellen Renommeeverlusten rechnen.

## Vorstand
Der Vorstand (Vorsitzender und zwei Stellvertreter) wird gemäß Satzung auf zwei Jahre gewählt. Seit 2024 besteht er aus dem Vorsitzenden Martin Nettesheim, seine Stellvertreter sind Anna-Bettina Kaiser und Benjamin Schindler.